# Championnat d'Écosse de football 1980-1981
Navigation
Édition précédente Édition suivante
La 84e édition du championnat d'Écosse de football est remportée par le Celtic Football Club. C’est le 32e titre de champion du club de Glasgow. Le Celtic l’emporte avec 7 points d’avance sur Aberdeen FC. Rangers FC complète le podium.
Le système de promotion/relégation reste en place: descente et montée automatique, sans matchs de barrage pour les deux derniers de première division et les deux premiers de deuxième division. Kilmarnock FC et Heart of Midlothian descendent en deuxième division. Ils sont remplacés pour la saison 1981/82 par Hibernian FC et Dundee FC.
Avec 23 buts marqués en 36 matchs,  Frank McGarvey du Celtic Football Club remporte pour la première fois le classement des meilleurs buteurs du championnat.

## Les clubs de l'édition 1980-1981
| \| Aberdeen FC Glasgow · Celtic - Rangers-Partick Thistle FC Dundee United Heart of Midlothian Saint Mirren Greenock Morton Kilmarnock FC Airdrieonians \| Localisation des clubs engagés dans le championnat. |
| Aberdeen FC Glasgow · Celtic - Rangers-Partick Thistle FC Dundee United Heart of Midlothian Saint Mirren Greenock Morton Kilmarnock FC Airdrieonians                                                           |

| Club                              | Ville      |
| --------------------------------- | ---------- |
| Aberdeen Football Club            | Aberdeen   |
| Airdrieonians Football Club       | Airdrie    |
| Celtic Football Club              | Glasgow    |
| Dundee United Football Club       | Dundee     |
| Greenock Morton Football Club     | Greenock   |
| Heart of Midlothian Football Club | Édimbourg  |
| Kilmarnock Football Club          | Kilmarnock |
| Partick Thistle Football Club     | Glasgow    |
| Rangers Football Club             | Glasgow    |
| Saint Mirren Football Club        | Paisley    |

## Compétition

### Classement
Le classement est établi sur le barème de points classique (victoire à 2 points, match nul à 1, défaite à 0).
| Rang | Équipe                | Pts | J  | G  | N  | P  | Bp | Bc | Diff |
| ---- | --------------------- | --- | -- | -- | -- | -- | -- | -- | ---- |
| 1    | Celtic FC             | 56  | 36 | 26 | 4  | 6  | 84 | 37 | +47  |
| 2    | Aberdeen FC T         | 49  | 36 | 19 | 11 | 6  | 61 | 26 | +35  |
| 3    | Rangers FC C          | 44  | 36 | 16 | 12 | 8  | 60 | 32 | +28  |
| 4    | Saint Mirren          | 44  | 36 | 18 | 8  | 10 | 56 | 47 | +9   |
| 5    | Dundee United         | 43  | 36 | 17 | 9  | 10 | 66 | 42 | +24  |
| 6    | Partick Thistle FC    | 30  | 36 | 10 | 10 | 16 | 32 | 48 | -16  |
| 7    | Airdrieonians P       | 29  | 36 | 10 | 9  | 17 | 36 | 55 | -19  |
| 8    | Greenock Morton       | 28  | 36 | 10 | 8  | 18 | 36 | 58 | -22  |
| 9    | Kilmarnock FC         | 19  | 36 | 5  | 9  | 22 | 23 | 65 | -42  |
| 10   | Heart of Midlothian P | 18  | 36 | 6  | 6  | 24 | 27 | 71 | -44  |

| Légende : Qualifications et relégations | Légende : Qualifications et relégations                                        |
| --------------------------------------- | ------------------------------------------------------------------------------ |
|                                         | Coupe d'Europe des Clubs champions 1981-1982                                   |
|                                         | Coupe d'Europe des vainqueurs de coupe 1981-1982                               |
|                                         | Coupe UEFA 1981-1982                                                           |
|                                         | Relégation en deuxième division                                                |
|                                         | T : Tenant du titre C : Vainqueurs de la Coupe d'Écosse de football P : Promus |

## Bilan de la saison
| Tableau d'Honneur                |            |
| Compétition                      | Vainqueur  |
| Championnat d'Écosse de football | Celtic FC  |
| Coupe d'Écosse de football       | Rangers FC |

| Promotions et relégations |                                   |
| Promus                    | Hibernian FC Dundee FC            |
| Relégués                  | Kilmarnock FC Heart of Midlothian |

## Statistiques

### Meilleur buteur
- Frank McGarvey, Celtic Football Club 23 buts